# Fiesta del Sagrado Corazón de Jesús
La Fiesta del Sagrado Corazón de Jesús es una fiesta del calendario litúrgico del rito romano de la Iglesia católica y de ciertas comunidades  anglocatólicas que está dedicada al Sagrado Corazón de Jesús. Según el Calendario romano general desde 1969, se conoce formalmente como Solemnidad del Sacratísimo Corazón de Jesús (en latín: Sollemnitas Sacratissimi Cordis Iesu) y cae el viernes que sigue al segundo domingo después de Pentecostés, que también es el viernes siguiente a la antigua octava del Corpus Christi. Algunos franciscanos anglicanos celebran la fiesta con el nombre de (La) Divina Compasión de Cristo.

## Historia

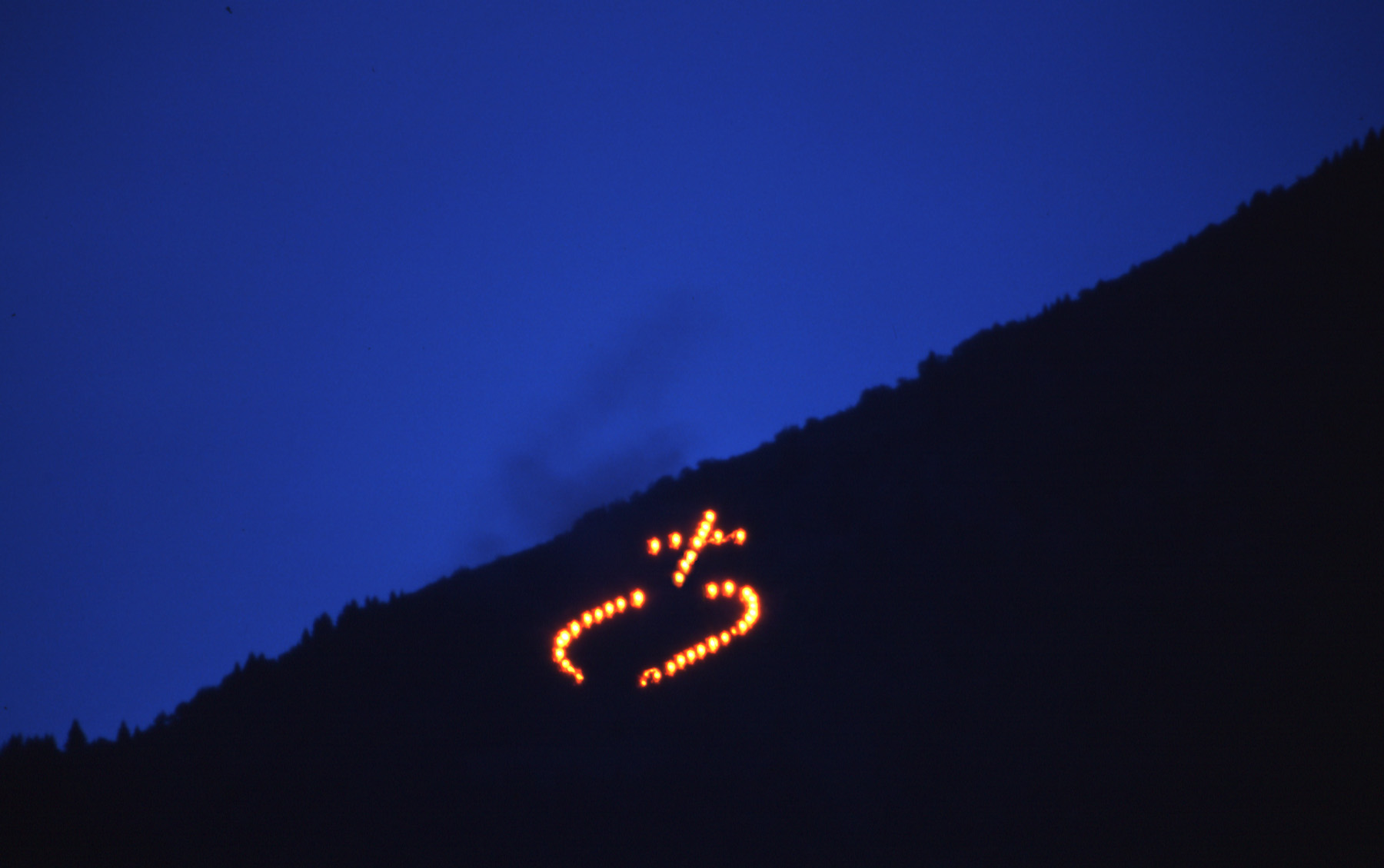
Un Herz-Jesu-Feuer tradicional ("fuego del Sagrado Corazón de Jesús") en la ladera del Monte Ifinger en Tirol del Sur, Italia, 2009.

La primera fiesta litúrgica del Sagrado Corazón de Jesús se celebró, con aprobación episcopal, el 31 de agosto de 1670, en el seminario mayor de Rennes, Francia, gracias a los esfuerzos de Juan Eudes. La Misa y la Oficio compuestas por Eudes fueron adoptadas también en otros lugares, especialmente en relación con la difusión de la devoción al Sagrado Corazón de Jesús tras las revelaciones a Margarita María Alacoque y María del Divino Corazón. 
Una misa del Sagrado Corazón de Jesús obtuvo la aprobación papal para su uso en Polonia y Portugal en 1765, y otra fue aprobada para Venecia, Austria y España en 1788. Finalmente, en 1856, el papa Pío IX estableció la Fiesta del Sagrado Corazón de Jesús como obligatoria para toda la iglesia de Rito Romano, que debía celebrarse el viernes siguiente a la Octava de la Fiesta del Corpus Christi. En junio de 1889, el papa León XIII elevó la fiesta a la dignidad de primera clase. En 1928, el papa Pío XI elevó la fiesta al rango más alto, Doble de Primera Clase, y añadió una octava; las reformas litúrgicas del Papa Pío XII suprimieron esta octava, eliminando también la mayoría de las otras octavas.
Las oraciones y lecturas de la Misa aprobadas en esa ocasión fueron sustituidas por nuevos textos en 1929, y el leccionario publicado para acompañar al Misal Romano de 1970 proporciona tres conjuntos de lecturas, uno para cada año del ciclo litúrgico trienal festivo.
Los sacerdotes pueden utilizar esta misa, celebrada con ornamentos blancos, como Misa Votiva en otros días también, especialmente el primer viernes de cada mes (a menos que caiga en un día de mayor rango). En estos primeros viernes también es habitual realizar una adoración eucarística durante unas horas (ver devoción del primer viernes).
En Austria y Tirol del Sur se celebra también el llamado Domingo del Sagrado Corazón de Jesús, es decir, el domingo siguiente a la fiesta del Sagrado Corazón de Jesús. Ese día se celebran numerosas procesiones. En la zona de Bozen (Bolzano), en Italia, se encienden fuegos del Sagrado Corazón de Jesús, entre otros.
Desde 2002, la solemnidad del Sagrado Corazón de Jesús es también un día especial de oración por la santificación de los sacerdotes. En 2009, la fiesta marcó el inicio de un "Año Sacerdotal".

## Fechas
La fiesta se celebra el tercer viernes después de Pentecostés, el primero después de la antigua octava de la fiesta del Corpus Christi. La fecha más temprana posible es el 29 de mayo, como en 1818 y 2285. La fecha más tardía posible es el 2 de julio, como en 1943 y 2038. Por lo tanto, es la última fecha de fiesta del año que depende de la fecha de Pascua.
| Año  | Fecha       | Año  | Fecha       |
| ---- | ----------- | ---- | ----------- |
| 2022 | 24 de junio | 2034 | 16 de junio |
| 2023 | 16 de junio | 2035 | 1 de junio  |
| 2024 | 7 de junio  | 2036 | 20 de junio |
| 2025 | 27 de junio | 2037 | 12 de junio |
| 2026 | 12 de junio | 2038 | 2 de julio  |
| 2027 | 4 de junio  | 2039 | 17 de junio |
| 2028 | 24 de junio | 2040 | 8 de junio  |
| 2029 | 8 de junio  | 2041 | 28 de junio |
| 2030 | 28 de junio | 2042 | 13 de junio |
| 2031 | 20 de junio | 2043 | 5 de junio  |
| 2032 | 4 de junio  | 2044 | 24 de junio |
| 2033 | 24 de junio |      |             |